# Topaze (film, 1951)
Pour les articles homonymes, voir Topaze.
Pour plus de détails, voir Fiche technique et Distribution.
Topaze est un film français sorti en 1951, troisième adaptation cinématographique de la pièce homonyme de Marcel Pagnol.
En 1933, la première adaptation française de sa pièce  Topaze (1933) est réalisée par Louis Gasnier avec Louis Jouvet en vedette. Mais s'estimant trahi par cette réalisation, Pagnol en réalise une seconde adaptation cinématographique  Topaze (1936) en mettant Alexandre Arnaudy en vedette. Puis toujours insatisfait, il tourne en 1951 une troisième adaptation avec Fernandel en valorisant davantage le jeu de son ami acteur marseillais, au sommet de sa gloire.

## Synopsis
Professeur de morale à la pension Muche, Topaze est aussi sincère et sérieux que naïf. Il est secrètement amoureux d'Ernestine, la fille du directeur. Mais lorsque Topaze refuse de remonter les notes d'un élève de bonne famille qui ne le mérite pas, ce dernier le licencie sur-le-champ.
Topaze est alors engagé par Régis de Castel-Vernac, un politicien véreux arrondissant ses fins de mois par le détournement de marchés publics. Entraîné malgré lui dans des affaires louches, Topaze se rend peu à peu compte que la vie est bien différente dans les affaires de celle qu'enseignaient ses cours de morale, et se fait l'élève de Castel-Vernac.

## Fiche technique
- Réalisation, scénario et dialogues : Marcel Pagnol d'après sa pièce Topaze
- Assistant réalisateur : François Gir
- Décors : Hugues Laurent, Roger Jodelay et Robert Giordani pour les maquettes
- Costumes et robes d'Hélène Perdrière : Schiaparelli
- Photographie : Philippe Agostini
- Cadreur : Jean-Marie Maillols, assisté de Pierre Ancrenoy et Clément Maure
- Montage : Monique Lacombe, assistée de Jacqueline Bultez
- Musique : Raymond Legrand
- Son : Marcel Royné, assisté de Barthelmy et Henry Girbal
- Directeur de production : Jean Martinetti
- Maquillage : Nicole Bouban et Ralph
- Photographe de plateau : Igor Kalinine
- Assistante rédacteur : Jacqueline Bultez
- Scripte : Régine Hernou
- Secrétaire de production : Annette Millet-Julian
- Régisseur : Marcel Bryau et Georges Baze
- Régisseur extérieur : Géo Saudry
- Accessoiriste : Dubouilh et Max Lecointre
- Société de production : Les Films Marcel Pagnol
- Format : Noir et blanc — 35 mm — 1,37:1 — Son mono
- Système sonore Western Electric
- Laboratoire G.T.C Saint-Maurice
- Tournage du 2 octobre au 11 novembre 1950 à Franstudio à Saint-Maurice
- Durée : 135 minutes
- Genre : Comédie satirique
- Dates de sortie : 
  - Monaco : 25 janvier 1951
  - France : 2 février 1951
- Visa d'exploitation: 10664

## Distribution
- Fernandel : Albert Topaze, professeur à la pension Muche
- Hélène Perdrière : Suzy Courtois
- Marcel Vallée : M. Muche, le directeur de la pension ; Marcel Vallée tient le même rôle 18 ans plus tôt dans l'adaptation de Louis J. Gasnier.
- Jacqueline Pagnol : Ernestine Muche, sa fille
- Pierre Larquey : Tamise, un professeur ; Pierre Larquey a tenu le même rôle 18 ans plus tôt dans l'adaptation de Louis J. Gasnier.
- Jacques Morel : Régis de Castel-Vernac
- Jacques Castelot : Roger Gaëtan de Bersac
- Milly Mathis : la baronne de Pitart-Vergniolles
- Yvette Étiévant : la dactylo de Topaze
- Robert Moor : le vénérable vieillard
- Rivers Cadet : l'agent de police
- Marcel Loche : un domestique
- Georges Montal

## Autres adaptations
- Topaze de Louis J. Gasnier avec Louis Jouvet
- Topaze de Harry d'Abbadie d'Arrast (version américaine) avec John Barrymore
- Topaze (1936) de Marcel Pagnol avec Arnaudy
- Mr. Topaze (1961) de et avec Peter Sellers (version anglaise)
- Topaze (1963) de Jan Molander (version suédoise)